# 昭和享年
昭和享年（しょうわきょうねん）は、1989年12月16日にBAIDISから発売された戸川純の芸能生活十周年記念カバー・アルバム。

## 内容
昭和追悼として上野耕路・平沢進が編曲・プロデュースを行った日本名曲歌謡のカバー・アルバム記念碑的作品。
1～3は上野耕路、4～6は平沢進による編曲・プロデュース。全曲が戸川のボーカルによるカバーで収録。

## 収録曲
1. 星の流れに
  - 作詞：清水みのる　作曲：利根一郎
  - 元歌：菊池章子
2. 東京の花売娘
  - 作詞：佐々詩生　作曲：上原げんと
  - 元歌：岡晴夫
3. アカシアの雨がやむとき
  - 作詞：水木かおる　作曲：藤原秀行
  - 元歌：西田佐知子
4. バージンブルース
  - 作詞：能吉利人　作曲：桜井順
  - 元歌：野坂昭如
  - 原曲とは歌詞の構成が異なる。
5. リボンの騎士
  - 作詞：能加平　作曲：冨田勲
  - 原曲の長いイントロはカットされている。
6. 夜が明けて
  - 作詞：なかにし礼　作曲：筒美京平
  - 元歌：坂本スミ子
＜ボーナス・トラック＞
7. バージンブルース（シングル・バージョン）
8. 吹けば飛ぶよな男だが
  - 作詞：戸川純　作曲：山本直純
  - 「バージンブルース」C/W1
9. バージンブルース（シングル・バージョン・ボーカルレス）
10. 吹けば飛ぶよな男だが（ボーカルレス）